# Jean-Rémi Bessieux
Jean-Rémi Bessieux (Vélieux, 24 dicembre 1803 – Libreville, 30 aprile 1876) è stato un missionario e vescovo cattolico francese, evangelizzatore e primo vescovo del Gabon.

## Biografia
Nato nei pressi di Montpellier, divenne sacerdote e fu parroco e docente al seminario di Saint-Pons; nel 1842 entrò nella Congregazione del Cuore Immacolato di Maria, un istituto missionario specializzato nell'evangelizzazione degli indigeni delle colonie francesi in Africa (poi unito alla Congregazione dello Spirito Santo).
Nel 1844, con un confratello, raggiunse il Gabon: studiò la lingua indigena e nel 1847 pubblicò una grammatica; fondò una scuola e chiamò a dirigerla le suore di Nostra Signora dell'Immacolata Concezione di Castres.
Nel 1848 venne eletto vescovo e nominato vicario apostolico delle Due Guinee.
In occasione del centenario della sua morte le poste gabonesi gli hanno dedicato un francobollo.

## Genealogia episcopale
La genealogia episcopale è:
- Cardinale Guillaume d'Estouteville, O.S.B.Clun.
- Papa Sisto IV
- Papa Giulio II
- Cardinale Raffaele Sansone Riario
- Papa Leone X
- Papa Paolo III
- Cardinale Francesco Pisani
- Cardinale Alfonso Gesualdo di Conza
- Papa Clemente VIII
- Cardinale Pietro Aldobrandini
- Cardinale Laudivio Zacchia
- Cardinale Antonio Barberini, O.F.M.Cap.
- Cardinale Nicolò Guidi di Bagno
- Arcivescovo François de Harlay de Champvallon
- Cardinale Louis-Antoine de Noailles
- Vescovo Jean-François Salgues de Valderies de Lescure
- Arcivescovo Louis-Jacques Chapt de Rastignac
- Arcivescovo Christophe de Beaumont du Repaire
- Cardinale César-Guillaume de la Luzerne
- Arcivescovo Gabriel Cortois de Pressigny
- Arcivescovo Hyacinthe-Louis de Quélen
- Vescovo Pierre-Louis Parisis
- Vescovo Jean-Rémi Bessieux, C.S.Sp.